# XIII (Computerspiel, 2020)
XIII ist ein Videospiel, das von dem maltesischen Studio PlayMagic Ltd. entwickelt und am 10. November 2020 von dem französischen Publisher Microïds für Microsoft Windows, PlayStation 4 und Xbox One sowie Amazon Luna veröffentlicht wurde. 2021 sollte eine Version für Nintendo Switch folgen. Der Ego-Shooter basiert auf der belgischen Comicserie XIII und ist ein Remake des gleichnamigen Spiels von 2003.

## Entwicklung
XIII ist das Remake des gleichnamigen Videospiels, welches von Ubisoft entwickelt und im November 2003 veröffentlicht wurde. Das Original fand Beachtung durch den innovativen Einsatz der Cel-Shading-Technik, die eine comicähnliche Grafik ermöglichte.
Die Neuauflage wurde am 18. April 2019 von PlayMagic und Microïds per Trailer enthüllt. Erste Screenshots wurden im August 2019 zur gamescom veröffentlicht. Ursprünglich sollte XIII bereits am 13. November 2019 für Microsoft Windows, Xbox One, PlayStation 4 und Nintendo Switch auf den Markt kommen, bis es für die weitere Entwicklung auf 2020 verschoben wurde. Im Juni 2020 wurde angekündigt, dass XIII am 10. November 2020 erscheinen werde. Im Oktober 2020 wurde bekannt gegeben, dass die Portierung des Spiels für Nintendo Switch verschoben wurde. Wenngleich es sich um ein Remake handelt, wurden Musik und Sprachausgabe aus dem Original übernommen. XIII wurde auf Basis der Unity Engine entwickelt.
Microïds kündigte im Juni 2022 an, dass XIII am 13. September 2022 einen umfangreichen Patch erhalten soll, welcher das Spiel grundlegend überarbeitet und zahlreiche Optimierungen enthalten soll. Für die Entwicklung wurde das französische Studio Tower Five engagiert. Am selben Tag wird XIII auch für Nintendo Switch erscheinen.

## Rezeption
Von der Presse und Spielern wurde das Remake negativ bewertet. 4Players vergab eine Wertung von 35 % (Note „Mangelhaft“) an XIII. Kritisiert wurden zahlreiche Bugs und technische Probleme, aber auch die Grafik und Unzulänglichkeiten im Gameplay.